# Ensemble de cuivres Mélodia

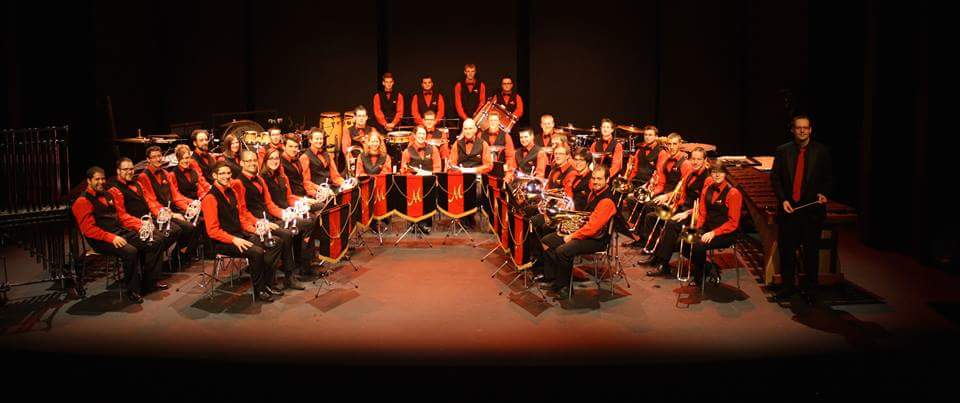
EC Mélodia en 2015

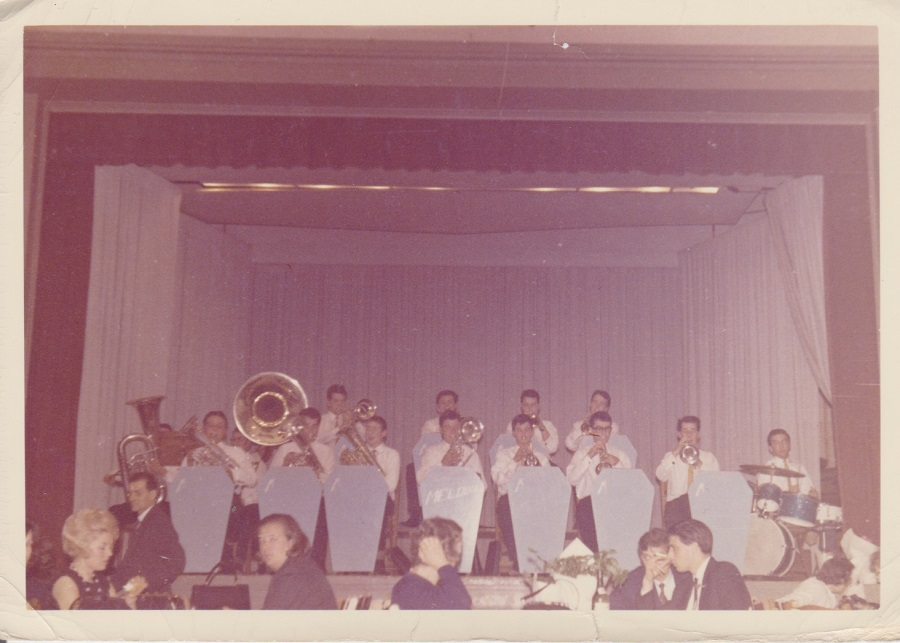
Mélodia bal à Chailly vers 1965

L'ensemble de cuivres Mélodia est un orchestre suisse fondé dans les années 1960 sur la Côte vaudoise en Suisse. Ce sont deux jeunes musiciens de 17 et 16 ans, Jean-Paul Herbez et Christian Monney de Rolle, membres de la Fanfare rolloise, qui eurent envie de créer un petit groupe. C'est ainsi que, accompagnés de quelques camarades de la Fanfare, ils interprétèrent deux morceaux lors de la soirée annuelle de leur société, au Casino de Rolle, en décembre 1959. Ce fut une surprise pour le public et un succès. Dès l'année suivante, nos deux amis décidèrent de recruter des copains des localités alentour. Mélodia était née. C'est à Christian Monney que l'on doit le choix de ce nom.    
En 1975, l'orchestre décide de modifier son nom en "Ensemble d'instruments de cuivre de la Côte "Melodia". Et c'est vraisemblablement en 1985, à la suite du transfert du lieu de répétition à Lausanne, centre de gravité des domiciles des musiciens, que la mention "de la Côte" sera finalement supprimé.    
Depuis 2008 composé de deux ensembles de type brass band qui concourent respectivement aux niveaux Excellence et deuxième catégorie du Championnat suisse des brass bands.    
En date du 5 décembre 2016, l'ECM figure à la 91e place mondiale du classement du site spécialisé 4barsrest.
Au début décembre 2016, l'ECM figure à la 72e place mondiale du classement du site spécialisé brassstats.com.
Depuis 2011, l'ECM A est soutenu dans sa préparation des concours par son conseiller musical, le Professeur Nicholas Childs (en), directeur renommé du Black Dyke Band.

## Historique
Années 1960, fondation de l'ensemble par un groupe d'amis de la Côte vaudoise.
En 1970, prise du nom Ensemble de cuivres Mélodia ainsi que du style brass band anglais. 
En 1972, l'ECM organise le premier concours suisse des brass band à Crissier. Il sera par la suite organisé par un comité indépendant.
En 1974, l’ECM a remporté la première place du concours suisse des brass bands à Crissier.
En 1981, l'ECM a remporté le 2e prix au Concours Mondial de Musique de Kerkrade, aux Pays-Bas,.
En 2006, l'ECM a remporté la première place du Swiss Open Contest à Lucerne .
En 2008, l'EC Mélodia Junior a été créé afin de développer la compétition musicale dans le Canton de Vaud et de servir de passerelle à l'ensemble A.
En 2010, l'ECM s'est joint à son directeur Yvan Lagger ainsi qu'à Sylvia Fardel pour monter une création originale de l'œuvre de Shakespeare, Roméo et Juliette.
En 2011, l'ECM participe au Geneva Brass Festival aux côtés de Sergio Carolino. 
En 2015, l'EC Mélodia Junior a été renommé EC Mélodia B.
En 2016, l'EC Mélodia A a effectué le concert de gala du premier Championnat National d'Italie des Brass Bands. 

## Direction

### Ensemble A
- 1965 : René Mermet
- 1966 : Louis Mary
- 1967-1970 : Raymond Pasche
- 1971-1972 : René Mermet
- 1973-1978 : Raymond Pasche
- 1978-1981 : François-Xavier Delacoste
- 1981-?       : Pierre-Alain Bidaud

- 1992 -1996 : Guy Michel
- 1996-1999 : Olivier Chabloz
- 1999-2003 : Serge Gros
- 2003-2012 : Yvan Lagger
- 2012-2016 : Stéphane Duboux
- 2016-... : Vincent Baroni

### Ensemble B
- 2008-2010 : Yvan Lagger
- 2009-2012 : Stéphane Duboux
- 2012-2016 : Vincent Maurer
- 2016-2019 : Sébastien Pasche
- 2019-2024 : Joëlle Gaillard
- 2024-... : Bastien Albiez

## Palmarès

### Championnat suisse des Brass Bands

#### Catégorie excellence (ECM A)
- Champion : 1974

#### ECM B
- Champion 3e catégorie : 2011

### Swiss Open Contest
- Champion : 2006